# Sissela Bok
Sissela Bok, född Myrdal den 2 december 1934 i Stockholm, är en svensk-amerikansk filosof och författare. Hon är dotter till Gunnar och Alva Myrdal, och syster till Jan Myrdal och Kaj Fölster.
År 1970 disputerade Sissela Bok i filosofi vid Harvarduniversitetet. Hon är gift med Derek Bok, rektor (president) för Harvarduniversitetet 1971–1991. Sissela Bok blev senare professor i filosofi och har därefter varit verksam vid olika amerikanska universitet. Hon har skrivit filosofiska böcker som diskuterat moraliska konsekvenser av lögner och hemligheter. Hon har också, liksom Alva Myrdal, skrivit om fredsfrågan.
Boken Alva: ett kvinnoliv av Sissela Bok var en – även i svensk debatt – uppmärksammad analys av modern Alva Myrdals liv ur ett kvinnoperspektiv. Den gav också hennes syn på relationerna inom familjen Myrdal.